# Silvicultura ecológica
La silvicultura ecológica se define como la restauración en términos ecológicos de un bosque o su mantenimiento en dichos términos. El objetivo principal de esta rama de la silvicultura es mantener o reparar el ecosistema, para que pueda ser usado para cosechar productos de forma sostenible La Silvicultura Ecológica es la rama de la ingeniería forestal que hace hincapié en las prácticas holísticas que se esfuerzan por proteger y restaurar los ecosistemas, en lugar de maximizar la productividad económica. La sostenibilidad forestal conlleva incertidumbres. Hay otros factores que pueden afectar al bosque además de la cosecha. Hay condiciones internas tales como los efectos de la compactación del suelo, los daños y enfermedades que presentan los árboles, así como sus incendios o caídas, lo que también afecta directamente al ecosistema. Estos factores tienen que ser tomados en cuenta para determinar la sustentabilidad de un bosque. Si a estos factores se le suman los de la recolección y la producción de la misma zona forestal, el bosque tendrá menos probabilidades de sobrevivir y será menos sostenible.
Debido a que el bosque es considerado un ecosistema, depende de todos los factores vivos y no vivos dentro de sí mismo. De aquí viene por qué el bosque tiene que ser sostenible antes de ser cosechado. Por ejemplo, un árbol es capaz de convertir la luz solar en azúcares para llevar a cabo su respiración y mantenerse con vida. El resto de los azúcares convertidos se deposita en las raíces para que los organismos que lo rodean los consuman. Lo anterior muestra la productividad de un ecosistema con sus habitantes. La productividad en el ecosistema no puede llegar a buen puerto a menos que el bosque sea lo suficientemente sostenible para ser cosechado. Si los organismos del ecosistema son inexistentes, el propio ecosistema pronto será inexistente. Una vez que eso ocurra, ya no habrá ningún bosque en el cual cosechar. La productividad global de un sistema se puede hallar con una ecuación, donde la Producción Primaria Neta (PPN), es igual a la Producción Primaria Bruta (PPB) menos la Respiración de carbono (R). La fórmula resultante será: PPN = PPB - R. La PPN representa la eficiencia global de las plantas en el ecosistema. Si un ecosistema posee una eficiencia constante de PPN, este será más sustentable. La PPB hace referencia a la tasa de energía almacenada en las planas debido a la fotosíntesis. La R se refiere al mantenimiento y reproducción de las plantas en relación con la energía gastada.
La silvicultura ecológica se basa en varios principios para que su existencia sea posible. Abarca el desarrollo sostenible y el aprovechamiento razonable de los organismos vivos en el ecosistema. Los principios se han propuesto por agencias ambientales, libros y artículos; pero todos hacen referencia a que, en la eco-silvicultura, se debe cosechar menos y la biodiversidad debe ser más respetada. Al cosechar y recolectar en menor medida, habrá suficiente biomasa en el bosque para que este pueda continuar su desarrollo de forma sana y autoregulándose; de esta manera, el ecosistema crecerá anualmente dentro de una tasa anual sostenible, sin perder su capacidad para dar frutos al año siguiente.A través de la gestión responsable de la diversidad, las especies pueden convivir en un ecosistema donde el bosque mismo puede alimentarse de otras especies durante su crecimiento y producción. Los principios de la Ecología Forestal son los presentados en la tabla a continuación.

## Principios de la silvicultura ecológica[4]
| Número | Principio |
| ------ | --- |
| 1      | Hay que considerar la retención. Debe ser la primera consideración en cualquier extracción planificada de árboles. Al colocar a la retención como punto principal, se garantiza la protección del bosque en cuanto a la preservación de especies en peligro de extinción y a la de sitios de gran importancia cultural, así como a la de importantes zonas riparias. |
| 2      | Las zonas ribereñas o riparias no deben ser tocadas por ser lugares muy sensibles, por lo que la eliminación de árboles no debe ocurrir allí. Esto protege la calidad del agua, lo que previene que el drenaje de la zona se vea alterado. |
| 3      | La composición y la estructura deben ser respetados para que los bosques pueden funcionar en plenitud. Lo anterior hace referencia a los grandes árboles viejos o/y caídos, pues estas piezas del ecosistema deben crecer y morir en un área de extracción de madera.                                                                                                |
| 4      | Al retirar los árboles, se debe impactar al ecosistema de la menor forma posible, lo que significa no compactar el suelo en el bosque evitando la creación de carreteras en el camino. De esta manera, se previene la perturbación de los terrenos del bosque . |
| 5      | La extracción se debe planear tomando en cuenta las necesidades de la cuenca hidrográfica más grande. El plan de la zona de cuencas designa las regiones donde no se permite la eliminación de árboles, pero también designa las zonas donde es posible la extracción, así como los diferentes tipos de eliminación disponibles.                                     |
| 6      | Prohibir la tala rasa, por ser ecológicamente incorrecta. Existen métodos de tala de árboles que mantienen la estructura y permiten que los árboles convivan en un ecosistema saludable. |
| 7      | Seleccionar como candidatos para ser removidos a los árboles más abundantes y repetidos de acuerdo a sus estructuras y a las funciones que llevan a cabo en el bosque, dejando crecer a los árboles de vida silvestre (que serán convertidos naturalmente en cronoxilos o monolitos de madera muerta).                                                               |
| 8      | Se debe permitir que el bosque haga crecer a los árboles por medio de las semillas de los elementos talados; esto permite que la plantación de árboles no sea considerada dentro de los principios de la Ecología Forestal, haciendo posible una regeneración natural.                                                                                               |
| 9      | La sucesión ecológica se debe mantener en todo momento para proteger la biodiversidad, esto significa la eliminación del proceso de control de cepillo. |
| 10     | Evitar la quema de plantaciones. El fuego puede ser utilizado como una herramienta en paisajes que tienen un historial de incendios de origen natural, aunque el fuego se debe utilizar con precaución. |
| 11     | No usar pesticidas. El bosque necesita enfermedades, insectos y cierto tipo de vegetación como arbustos y hierbas, pues son parte esencial para que un ecosistema forestal funcione plenamente. En ciertos casos estos implican la descomposición del bosque, pero son partes naturales que permiten que el ecosistema opere como un todo.                           |
| 12     | Mantener y restaurar la calidad del suelo superficial. Esto se puede hacer dejando una capa algo gruesa de cronoxilos en el terreno forestal. |
| 13     | Mantener la belleza y otras cualidades estéticas del paisaje, como la vista, el olor y el sonido del bosque. También hace referencia a no tomar plantas o elementos de la vida salvaje de su entorno natural. |
| 14     | Contemplar el bosque en conjunto. Cada parte del bosque contribuye a satisfacer las necesidades y la salud en general del mismo, pues así es como el bosque hubiera sobrevivido sin la interferencia del ser humano. |
| 15     | Depositar más confianza en la gente y en los mercados. Será necesario el empleo de la contabilidad y el presupuesto como una solución para depender menos de la destrucción o la cosecha de/en los bosques. |
| 16     | Seguir los instintos personales para no hacer el mal. Si lo que se hace con el bosque se siente mal, es muy probable que esté mal; hay que evitar que la ignorancia persevere. Se deben reconocer las necesidades de los ecosistemas, pues si el bosque no se conserva en buenas condiciones naturalmente, entonces este no podrá dar cosechas año con año.          |